# L'ispettore generale
L'ispettore generale è un'opera teatrale satirica di Nikolaj Gogol', conosciuta anche col titolo di Il revisore. Scritta nel 1836, è considerata uno dei capolavori dello scrittore russo.

## Trama
In una piccola città russa giunge un giorno un giovanotto di ventitré anni, di nome Chlestakov. I funzionari locali, tutti corrotti, si convincono che il giovanotto sia in realtà un ispettore giunto da San Pietroburgo per controllare l'operato degli impiegati del posto. Per ingraziarselo, iniziano pertanto a foraggiarlo con mance e omaggi, che lo inducono a mentire spudoratamente in diverse situazioni. Egli, tuttavia, prende atto del malinteso solo dopo un po' di tempo. Appare spesso come un irresponsabile, ma gli abitanti del luogo si convincono che egli agisca in questo modo non perché sprovveduto, bensì perché molto potente, come un ispettore generale. La commedia si conclude con un colpo di scena, l'arrivo in città del vero ispettore generale.

## Genere
L'opera è una commedia degli equivoci: ciò che emerge nella commedia è la derisione e la mascalzonaggine, l'imbroglio e l'assenza di buona fede, da parte del protagonista, nonché una denuncia della burocrazia corrotta della Russia zarista. Nel complesso, i personaggi appaiono tutti corrotti, approfittatori, affaristi, sfruttatori, dipinti ironicamente come grotteschi.

## Genesi dell'opera
L'opera è ispirata a un'idea suggerita da Aleksandr Puškin a Gogol' nel 1835. Nell'opera sono presenti anche alcuni riferimenti biografici alla vita dello stesso Puškin.

## Cinema

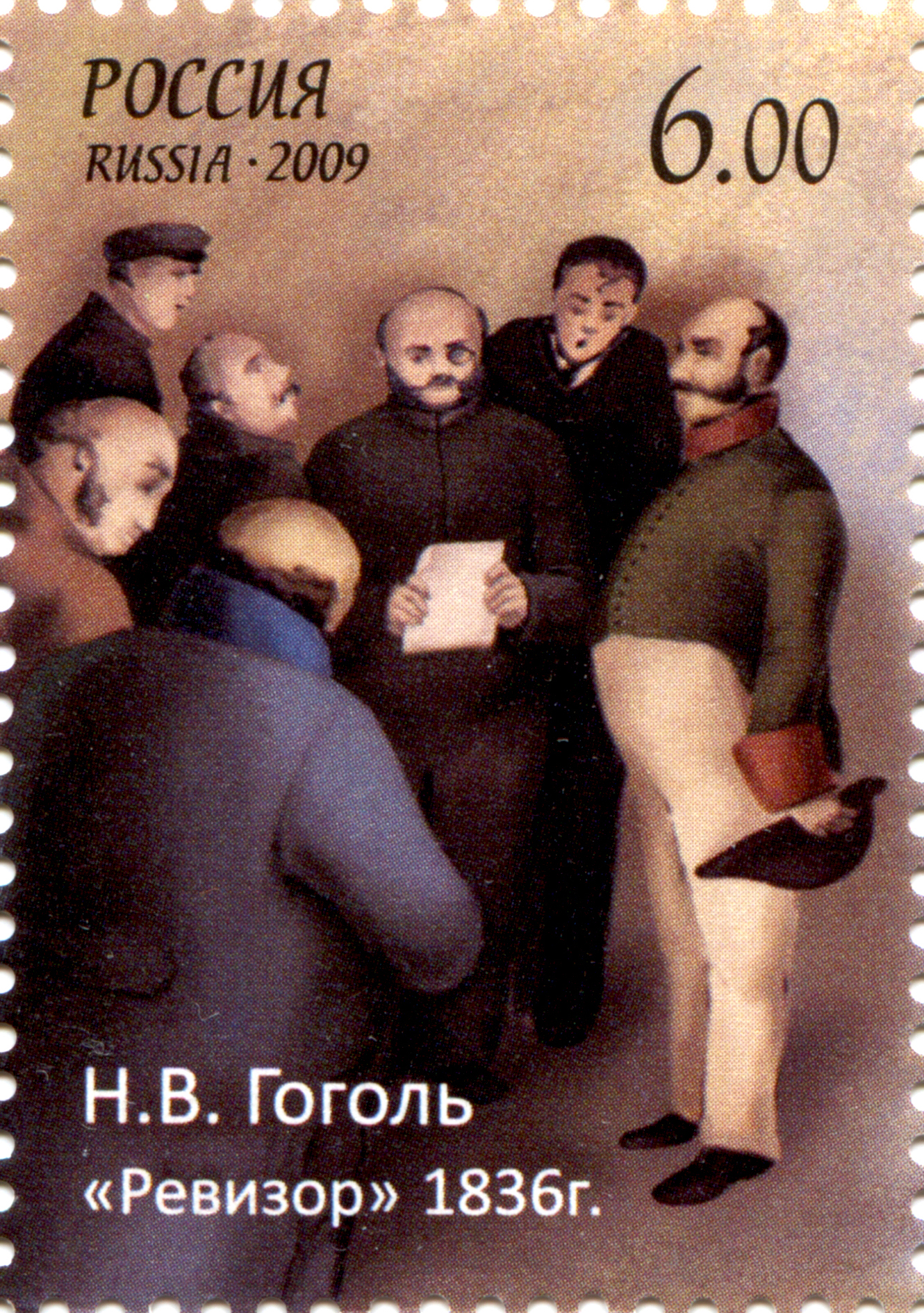
Francobollo dedicato all'opera

A L'ispettore generale si ispirano i film:
- Eine Stadt steht kopf, regia di Gustaf Gründgens, con S.Z. Sakall e Hermann Thimig (1933)
- L'Ispettore generale (The Inspector General), regia di Henry Koster, con Danny Kaye (1949)
- Revizor regia di Vladimir Michajlovič Petrov (1952)
- Chi si ferma è perduto, regia di Sergio Corbucci (1960)
- Gli anni ruggenti, regia di Luigi Zampa, con Nino Manfredi (1962)
- Inkognito iz Peterburga, regia di Leonid Iovič Gajdaj (1977)
- Portachiavi con un segreto, regia di Vera Mikhailovna Tokareva (1981)
- L'ispettore generale, regia di Valentin Nikolaevič Pluček (1982)
- L'ispettore generale, regia di Sergey Ishkhanovich Gazarov (1996)
- Baci e abbracci, regia di Paolo Virzì, con Francesco Paolantoni (1999)
- Pesce d'aprile, regia di Alexander Nikolaevich Baranov (2014)